# Álex Ubago
Álex Ubago, właściwie Alejandro Martínez de Ubago Rodríguez) (ur. 29 stycznia 1981, San Sebastián) – hiszpański piosenkarz pop i autor tekstów z Kraju Basków.
Jako piosenkarz stał się znany w 2001 r. po gościnnym występie w programie telewizyjnym Operación Triunfo – hiszpańskiej wersji Idola. Jest jednym z niewielu artystów, którzy osiągają sukcesy po opadnięciu emocji wokół Operación Triunfo, kiedy to goście tego programu zdominowali hiszpańskie rankingi popularności. Sam Ubago nie był uczestnikiem programu.
Jego droga do sławy była powolna i stopniowa. Jego debiutancki album nie osiągnął wielkiego sukcesu. Álex objeżdżał wszystkie ogólnokrajowe stacje radiowe ze swoją gitarą, licząc na wywiad i możliwość zaśpiewania swoich piosenek na żywo – podobnie, jak to robiło wielu piosenkarzy amerykańskich. Strategia ta zadziałała, a jego album w końcu znalazł się na top-listach.

## Dyskografia
- ¿Qué pides tú? (2003)
- 21 meses, 1 semana y 2 días (2003)
- Fantasía o Realidad (2004)
- Álex Ubago: En Directo (2004)
- Aviones de Cristal (2006)
- Siempre en mi mente (2007)
- Calle ilusión (2009)